# Федорівка (Онуфріївська селищна громада)
Фéдорівка — село в Україні, в Онуфріївській селищній громаді Олександрійського району Кіровоградської області. Населення становить 8 осіб.

## Історія
За радянських часів і до 17-го березня 2016 року село носило назву Краснофедорівка.

## Населення
Згідно з переписом УРСР 1989 року чисельність наявного населення села становила 41 особа, з яких 16 чоловіків та 25 жінок.
За переписом населення України 2001 року в селі мешкало 30 осіб.

### Мова
Розподіл населення за рідною мовою за даними перепису 2001 року:
| Мова       | Кількість | Відсоток |
| ---------- | --------- | -------- |
| українська | 27        | 90%      |
| російська  | 3         | 10%      |
| Усього     | 30        | 100%     |